# Pita granat
La pita granat  (Erythropitta granatina) és una espècie d'ocell de la família dels pítids (Pittidae) que habita boscos de les terres baixes de la Península Malaia, nord de Sumatra i sud de Borneo.